# PV BEST〜無法者の愛〜
『PV BEST〜無法者の愛〜』（- むほうもののあい）は、2008年9月26日に発売された甲斐バンドと甲斐よしひろの映像作品。
ライブのベスト映像を収録した2枚組の『DIRTY WORK』が同時発売された。

## 概要
甲斐バンドの1986年の解散までに撮影されたビデオ・クリップと、甲斐よしひろのソロ楽曲のビデオ・クリップから選び抜かれたPVベスト。
本作によって1984年発表のビデオクリップ集『HALF BREED』の全編が初DVD化された。

## 収録内容
甲斐バンド
1. 無法者の愛　（ビデオ、LDではシングルバージョンだったが、ここではアルバムバージョンになっている）
2. ダイナマイトが150屯
3. 観覧車'82　（ビデオ、LDではシングルバージョンだったが、ここではアルバムバージョンで、歌詞を歌い終わり甲斐の叫び以降の後奏だけシングルバージョンになっている）
4. ボーイッシュ・ガール
5. GOLD
6. シーズン
7. 東京の一夜
8. フェアリー（完全犯罪）　（未発売）

甲斐よしひろ
1. 電光石火BABY
2. レイン
3. イエロー・キャブ
4. I.L.Y.V.M.（未発表）
5. スウィート・スムース・ステイトメント（未発売）
6. LOVE is No.1（未発表）
7. ミッドナイト・プラスワン（未発表）